# Concepció Tor Barris
Concepció Tor Barris (Girona, 1926 - Girona, 27 de desembre de 2015) fou una fotògrafa de formació autodidacta.

## Biografia
Concepció Tor fou una fotògrafa de formació autodidacta, com també ho fou el seu marit Juli Torres Monsó. L'any 1962, van obrir plegats un establiment de fotografia amb el nom Foto-Cine Juli Torres, situat al carrer dels Abeuradors de Girona. La botiga, dedicada gairebé en exclusiva a la fotografia de galeria, romangué oberta fins a l'any 1994, en què tancà definitivament per jubilació dels seus propietaris.
Fou col·laboradora de l'Exposició de Flors de Girona i en feu nombroses fotografies. Al llarg de la seva trajectòria, les seves fotografies van ser exposades i també guanyà diversos premis. En destaca el premi del concurs fotogràfic organitzat per la Sección Femenina de Barcelona, que guanyà amb una fotografia de títol Flors, sota el lema Corint, que representava un ram de flors. L'acte d'entrega del premi se celebrà l'1 d'abril de 1965 al Palau de la Virreina, i hi assistí el governador civil de Girona Víctor Hellín Sol.

## Fons fotogràfic
El 13 de juny de 2005, Concepció Tor Barris feu donació del fons a l'Ajuntament de Girona, que prèviament es trobava conservat al domicili familiar del matrimoni Torres-Tor. Van ingressar al Centre de Recerca i Difusió de la Imatge (CRDI) de l'Arxiu Municipal de Girona, dotze mil sis-centes quaranta-tres fotografies i una pel·lícula.
El Fons Juli Torres Monsó - Concepció Tor, reuneix documentació generada pel matrimoni, bàsicament fotografia de seguiment de diversos aspectes de la vida cultural i social de la ciutat de Girona. En destaquen les vistes del Barri Vell, les cercaviles de gegants, les processons de Setmana Santa i les fotografies de trobades sardanistes. També, les excursions a diversos indrets del territori, fruit de la seva passió per la muntanya i l'excursionisme, i els reportatges de l'Exposició de Flors de Girona i les fotografies de gran format de vocació més artística. Com també, les fotografies del darrer viatge del tren de Sant Feliu el 1969 i les obres de construcció de la plaça de Catalunya l'any 1965.